# 熊本県道323号深川津奈木線
熊本県道323号深川津奈木線（くまもとけんどう323ごう ふかがわつなぎせん）は、熊本県水俣市から葦北郡津奈木町に至る一般県道である。

## 概要

### 路線データ
- 起点：熊本県水俣市深川（国道268号交点）
- 終点：熊本県葦北郡津奈木町大字岩城（国道3号交点）

## 地理

### 通過する自治体
- 水俣市
- 葦北郡津奈木町

### 交差する道路
| 交差する道路 | 市町村名 | 市町村名 | 交差する場所 | 交差する場所 |
| ------------ | -------- | -------- | ------------ | ------------ |
| 国道268号    | 水俣市   | 水俣市   | 深川         | 起点         |
| 国道3号      | 葦北郡   | 津奈木町 | 大字岩城     | 終点         |

### 交差する鉄道
- 肥薩おれんじ鉄道線

### 沿線
- 宮崎越
- 肥薩おれんじ鉄道線 津奈木駅
- 津奈木文化センター
- 津奈木町立津奈木小学校